# Juti

La penisola dello Jutland

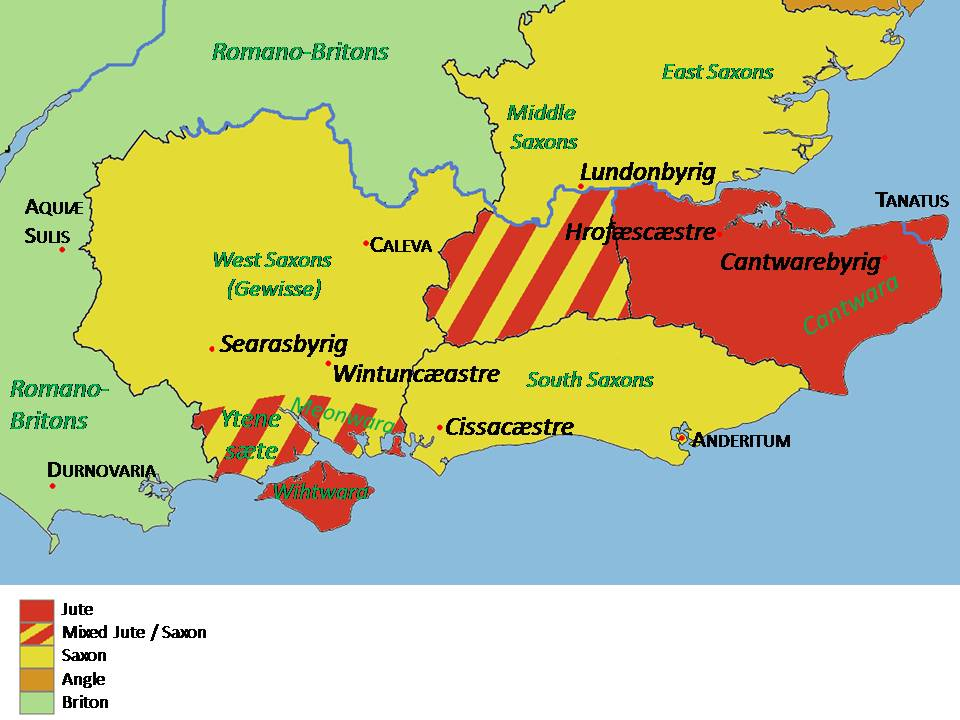
Mappa delle aree di insediamento degli Juti in Britannia, secondo le indicazioni di Beda il Venerabile.

Gli Juti (o Iuti) furono una popolazione germanica originaria dello Jylland (Jutland), l'attuale Danimarca, e della Norvegia. Insieme agli Angli, i Sassoni e i Frisoni, furono tra le tribù germaniche che attraversarono il Mare del Nord e si stanziarono nelle isole britanniche tra il V secolo e lungo tutto il VI secolo dopo la partenza dei romani dalla Britannia.

## Le origini continentali
La sola origine scandinava degli Juti non trova concorde il mondo accademico, ma evidenze archeologiche sembrano sostanziare questa teoria, in particolare i ritrovamenti di manufatti quali spille cruciformi e fibbie metalliche oltre a oggetti di ceramica che mostrano grande affinità con materiali riconducibili al V secolo nel sud della penisola dello Jutland. Alcuni studiosi fanno risalire le loro origini alla zona continentale della Renania, evidenziando strette affinità con le istituzioni franco-renane, in particolare nel sistema agrario e nella trasmissione ereditaria della terra conosciuta come gavelkind.
Alcuni riferimenti alla denominazione Juti sono presenti in scrittori continentali del VI secolo tra i quali il poeta Venanzio Fortunato (Euthio)e il re franco Teodberto nella sua lettera a Giustiniano (Euciis).

## Lo stanziamento in Britannia
Secondo Beda il Venerabile, finirono per insediarsi nel Kent, nell'Hampshire e nell'Isola di Wight. Esiste un discreto numero di toponimi che attestano la presenza degli Juti nell'area, come Ytene, che Fiorenzo di Worcester dichiara essere il corrispettivo del contemporaneo New Forest ,Ytingstoc riconosciuto come l'odierno Bishopstoke e Ytedene la valle del fiume Meon.
Mentre è facile constatare la loro presenza nel Kent, gli Juti nell'Hampshire e nell'Isola di Wight sono spariti, lasciando pochissime tracce. Un recente studioso, Robin Bush, ha sostenuto che gli Juti dell'Hampshire e dell'Isola di Wight furono vittime di una politica di pulizia etnica dei Sassoni Occidentali, anche se questo è ancora un argomento di dibattito tra gli studiosi.
Si pensa anche che altri siano rimasti nella loro patria continentale, e siano diventati la popolazione indigena dello Jutland moderno.

### Mito delle origini

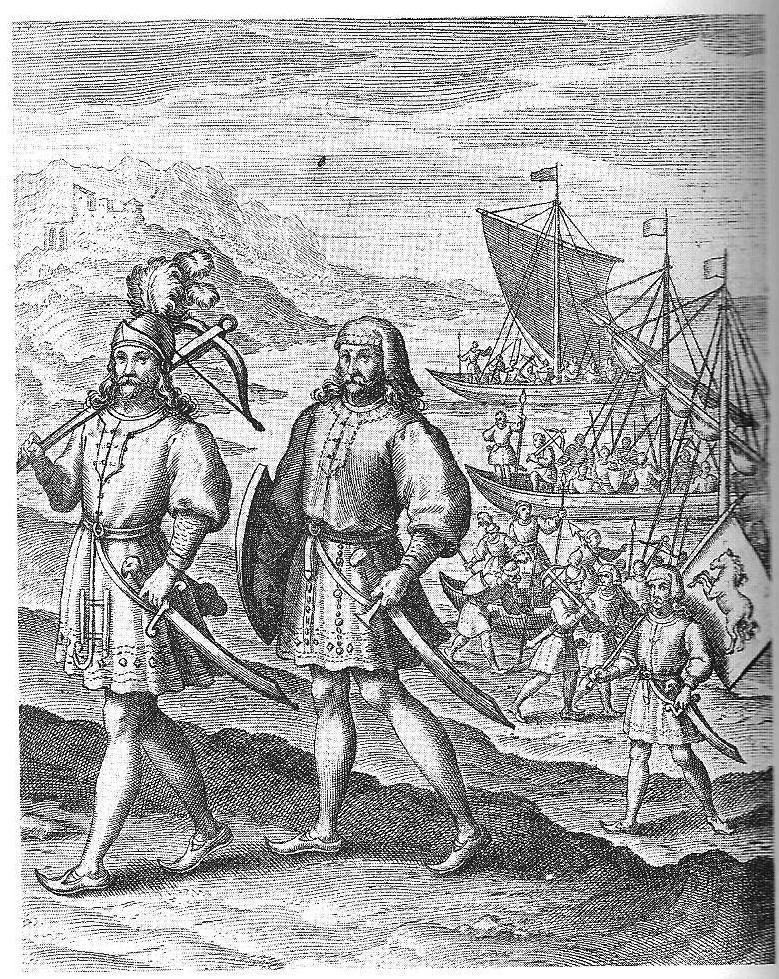
"L'arrivo dei primi antenati degli inglesi al di fuori della Germania in Britannia", da A Restitution of Decayed Intelligence di Richard Verstegen (1605)

Hengest (o Hengist) e Horsa vengono rappresentati come una coppia di fratelli che capeggiarono la spedizione degli Juti in Britannia. Hengest si sarebbe auto proclamato sovrano del Kent.  I loro nomi allitteranti, dal significato simile (hengest / stallone e horsa / cavallo), oltre al motivo della coppia sono elementi che fanno propendere per una tradizione mitologica della leggenda delle origini. Molti sono gli esempi in tradizioni anche lontane: Romolo e Remo per i Romani, Ibor e Aione per i Longobardi, Ambri e Assi per i Vandali, i due Haddingjar, divinità gemelle della tradizione norrena.

### Lingua e riferimenti letterari
Secondo Alistair Campbell il dialetto del Kent si differenzia dagli altri dialetti anglo-sassoni per l'isolamento di quella area geografica, più che per le origini della popolazione che la abitava. La lingua dimostra infatti caratteristiche peculiari in documenti risalenti al X secolo, quindi in un tempo ben lontano dalla invasione.
Esempi di queste particolarità linguistiche si possono riscontrare nella terminologia usata in documenti di carattere legale (leggi e testamenti)  e in due poemi contenuti nel Manoscritto Cotton Vespasianus D vi, il cosiddetto Kentish Hymn e nelle glosse al Salmo 50.